# Handelsgärtnerei zu Althaldensleben

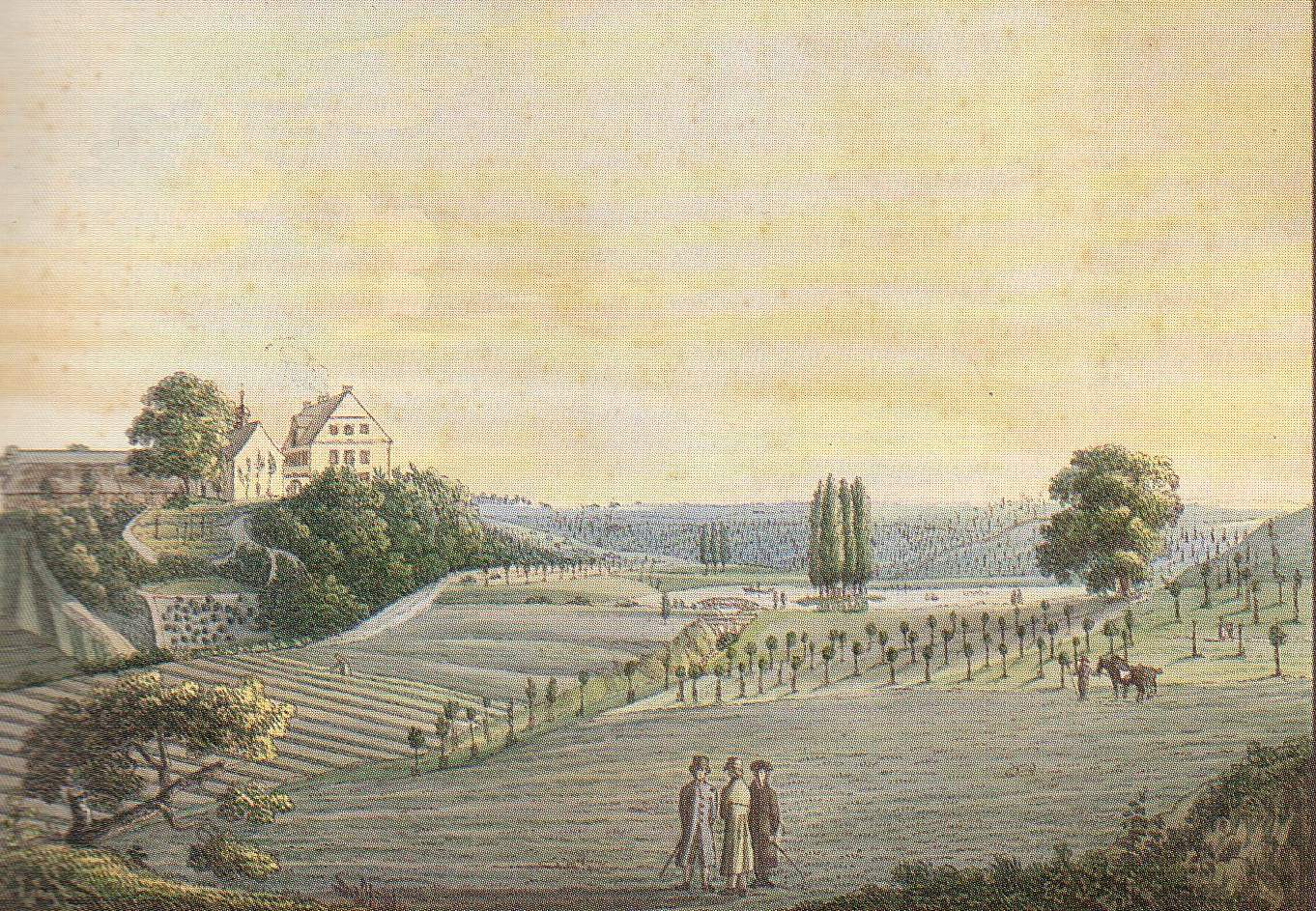
Ansicht von Glüsig etwa um 1820 mit Baumschul-Anlagen. In der Bildmitte, wie auch im Althaldensleber Klosterpark, eine Insel mit einer Pappelgruppe – im vorderen Glüsiger Teich.

Die Handelsgärtnerei zu Althaldensleben (auch als Handelsgarten, Plantagen oder Baumschulen zu Althaldensleben bezeichnet) betrieb mehrere Baumschulen in Althaldensleben, Hundisburg und Glüsig. Sie war ein Bestandteil der Nathusius Gewerbeanstalten und gehörte Mitte des 19. Jahrhunderts zu den bedeutendsten Baumschulen Deutschlands. Ihre Anfänge liegen etwa im Jahr 1815 und sie bestand bis in die 1890er Jahre.

## Vorgeschichte
Der Magdeburger Kaufmann und Tabakfabrikant Johann Gottlob Nathusius hatte in den Jahren 1810 und 1811 das säkularisierte Kloster Althaldensleben und das benachbarte Schloss Hundisburg mit einem weiteren Gutsbetrieb erworben. Zum vormaligen Zisterzienserinnenkloster in Althaldensleben gehörte ein land- und forstwirtschaftliches Hauptgut von etwa 1.200 Hektar Größe sowie ein landwirtschaftliches Vorwerk in Glüsig mit weiteren 200 Hektar Landbesitz. Das Schlossgut Hundisburg umfasste Land- und Forstbesitz von etwa 800 Hektar. Auf dem Gesamtareal errichtete Nathusius ab 1811 einen frühindustriellen Gewerbekomplex, zu dem auch eine Handelsgärtnerei mit umfangreichen Baumschulen gehörte.

## Baumschulen
Die ersten Baumschulen der Gewerbeanstalt entstanden etwa 1815 aus dem Anbau von Tabak für die Magdeburger Tabakfabrik von Nathusius sowie von anderen Handels-Nutzgewächsen, wie Hopfen, Krapp, Waid und Karden. Auch mussten bald Obstbäume zur Verwendung auf eigenen Obstplantagen und schließlich Gewächse für die Anlage des großen Althaldensleber Landschaftsparkes gezogen werden. Zu Beginn gab es noch keine klare Trennung zwischen Eigenbedarf und Handelsgeschäft. Der Breslauer Oekonomie-Professor Friedrich Benedict Weber, der auf seinen „ökonomischen Reisen“ in den Jahren 1814 bis 1817 auch in Althaldensleben war, beschrieb die damals allerdings bereits als separate Kostenstelle und Abteilung („Departement“) geführten „Plantagen und Gärten zu Althaldensleben und Hundisburg“:

„Stehen in gar keiner Verbindung mit der Landwirthschaft, sondern erpachten vielmehr ihren Acker von derselben. Ihre Zwecke sind: Versuche mit ausländischen, sich für unsere Klima eignenden, Gewächsen und Getreidearten zu machen. 2. die Kultur der gewöhnlichen Feldfrüchte zu verbessern. Sie sind mithin eine Belehrungsanstalt. 3. Obstkultur durch Baumschulen und Baumpflanzungen. Kultiviert wird: a. im Großen: Amersforter- und Virginientabak, Hopfen nach engl. Art, holl. Senf, Krapp u.s.w., Kümmel und Runkelrüben. b. im Kleinen: Waid, Anis, Fenchel, Koriander, foenum graecum, auch Radix Pyrethri und einige andere officielle Artikel; ingleichen die gangbarsten Küchen-, Gärten- u. Feld-Sämereyen.“

Anders als die bereits etablierten Tabak-, Porzellan- und Maschinenfabriken der Gewerbeanstalten wurden beim Besuch Webers’ in der Plantagenverwaltung das Rechnungswesen noch in Form der Kameralistischen Buchhaltung geführt. Auch das weist darauf hin, dass Nathusius zu diesem Zeitpunkt die Baumschulen noch nicht wesentlich gewerblich betrieb. Bereits kurze Zeit später sollten sie aber erheblich zum Umsatz und Gewinn seines Konzernes beitragen. Nathusius, der bereits während seiner Zeit in Magdeburg auf der Werder-Insel einen öffentlich zugänglichen Park angelegt hatte, sah in der Anlage einer Pflanzenhandlung jedoch nicht nur die Möglichkeit eines neuen Geschäftszweiges. Im Vorwort zum Verkaufskatalog von 1827 schrieb er:

„Einige größere und kleinere Städte haben angefangen, ihre Umgebung durch Anpflanzungen von nutzbaren und zierenden Baum- und Straucharten zu verschönen und Volksgärten anzulegen, die neben dem Nutzen nicht allein den Einwohnern Vergnügen gewähren, sondern auch die Sittsamkeit befördern. Das Allgemeinwerden solcher Anlagen ist daher sehr wünschenswert und ihre Nachahmung verdienstlich, und wir werden dazu nach unseren Kräften beitragen, indem wir in der Folge, wenn die Anpflanzungen erst heranwachsen, die Preise noch niedriger stellen als es schon geschehen ist. Es ist dabei auf keinen großen Erwerb abgesehen, sondern vielmehr darauf, den Garten- und Forstbesitzern ihre Anlagen zu erleichtern und zur Bildung des immer allgemeiner werdenden Sinnes für die schöne Gartenkunst und Obstkulturen, die dem allgemeinen Wohlstande so förderlich sind, beizutragen. So soll uns daher genügen, wenn der Boden, der dazu verwendet wird, nur eine mäßige Rente jährlich bringt“

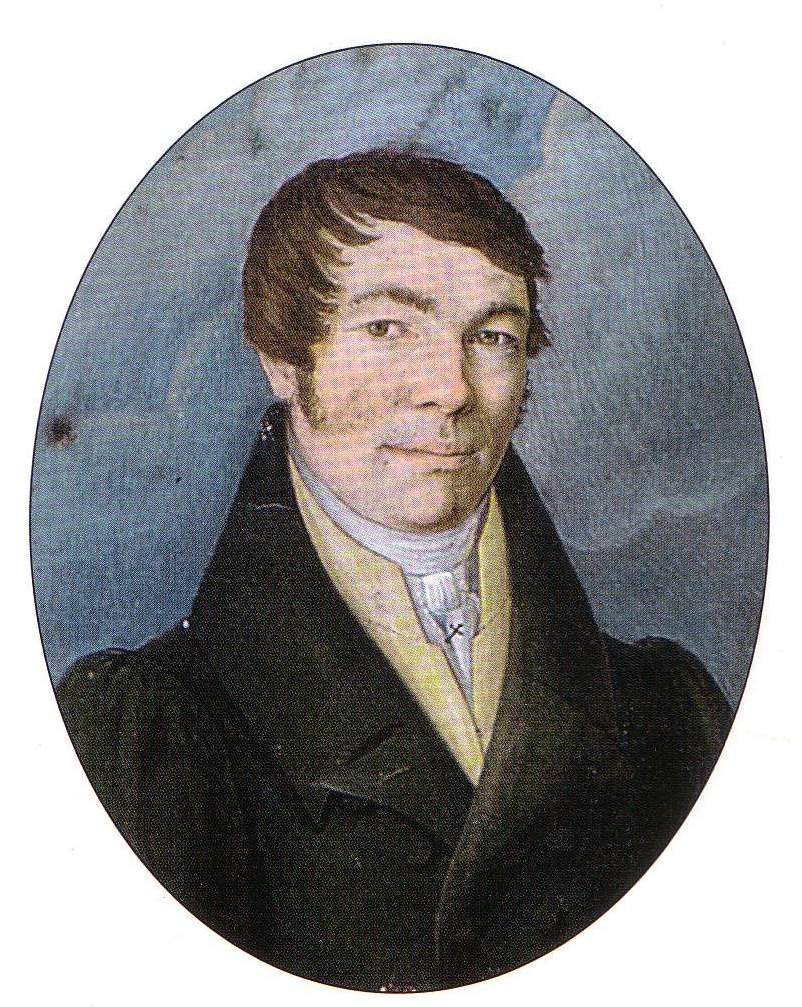
August Dieskau (1805–1889)

Die erste Baumschule legte Nathusius auf Ländereien des Vorwerkes Glüsig an. Neben dem Anbau von Handelsware (Malvenstauden zur Farbenherstellung) erfolgte hier vorwiegend die Aufzucht von Obstbäumen. Zunächst gab es Rückschläge, so ließ ein harter Winter Anfang des Jahres 1820 rund 100.000 veredelte Obstbäumchen zugrunde gehen. Der Obergärtner August Dieskau züchtete hier 1824 den Nathusius’ Taubenapfel. Andere verantwortliche Obergärtner in der Handelsgärtnerei waren Heinrich Reinhardt (1763–1826) und Georg Alvensleben (1806–1872).
Die größte Baumschule (nach Lengerke 32 Hektar groß) befand sich auf dem Land des ehemaligen Althaldensleber Klosters und wurde zum Anbau nordamerikanischer Baumarten (Ahorn, Eiche, Nussbaum, Esche und Birke), die in Europa noch wenig bekannt waren, verwendet. Die amerikanischen Baumsamen wurden von Händlern aus Philadelphia bezogen. Die amerikanischen Gewächse entwickelten sich in den Althaldensleber Verhältnissen sehr gut, blieben später aber hinter dem Höhenwachstum in ihrer Heimat zurück. Im Jahr 1826 waren ungefähr folgender Vorräte vorhanden: 14.000 verschiedene Ahorne, 36.000 Akazien, bis zu 30.000 verschiedener Tannen, 18.000 amerikanische Eschen, 9.000 Tulpenbäume, 7.000 Gleditschien und 35.000 Obstsämlinge. Es wurden 22 Gärtner und Gehilfen beschäftigt.
Der königlich-schwedische Leibarzt und Chemiker Magnus von Pontin (1781–1858) bemerkte in seinen Aufzeichnungen zu seinem Besuch in Althaldensleben im Jahr 1832 zu den Baumschulen dort:

„Die eigentlichen Baumschulen aber kommen auf einem grossen, offenen Felde vor, wo tausenderlei seltene Bäume und Gesträuche, aber kein einziger Fruchtbaum, in numerirten und bezeichneten Grabenbetten gesetzt sind. Man kann sich einen Begriff vom Umfange dieser Anlage machen, wenn man denkt, dass, laut Catalog, 10, 30 bis 50.000 Exemplare von verschiedenen seltenen Arten; von den allgemeineren, z. B. Pinus strobus 160.000, Larix 500.000 einjährigen Pflanzen u.s.w., dort zu verkaufen sind. Diese Baumschulen waren besonders reich an nordamericanischen, neulich angekommenen und aufgezogenen Baum- und Gesträuche-Arten, so dass man glaubte, Michaux’s the North-American-Sylva, lebendig vor Augen zu haben.“

Schließlich gab es noch eine kleinere Baumschule auf dem Hundisburger Landbesitz.
In der Brockhaus Bilder-Conversations-Lexikon-Ausgabe aus dem Jahr 1839 wurde die Handelsgärtnerei zu Althaldensleben und Hundisburg neben den Baumschulen zu Herrenhausen bei Hannover (Berggarten), Potsdam, Berlin, Kronberg (Johann Ludwig Christ), Klein-Flottbek (Booth und Söhne), Dresden (Großer Garten) sowie Graz (Centralbaumschule) zu den bedeutendsten im deutschsprachigen Raum gerechnet.
Nach Nathusius’ Tod übernahmen dessen Söhne den Besitz. Ab 1849 waren in Althaldensleben Heinrich von Nathusius und in Hundisburg der ältere Bruder Hermann von Nathusius verantwortlich. Auch unter den beiden Brüdern bestand die Handelsgärtnerei weiter. 1868 umfasste nach Auskünften des damaligen Obergärtners Dieskau das Althaldensleber Baumschul-Fläche rund 40 Hektar, der dortige Bestand an Allee- und Zierbäumen umfasste 50.300 Baumexemplare in einer Höhe von 10–14 Fuß, 98.700 Exemplare mit einer Höhe bis zu 5 Fuß, diverse Sträucher, 540.000 Obstbäume (diese Anzahl beinhaltet die nicht den Baumschulen zugeordneten selbst genutzten Obstbaumplantagen), davon 12.700 Exemplare mit Hochstamm und 5.300 Exemplare mit Zwergstamm, sowie eine große Zahl von Wildlingen und Obstbäumen ohne Kronen. Außerdem gab es 6.200 Exemplare an immergrünen Pflanzen, darunter Koniferen. Trotz der Dimensionen hatte die Handelsgärtnerei zu diesem Zeitpunkt ihre frühere herausragende Stellung unter den deutschen Baumschulen bereits eingebüßt.

## Handel

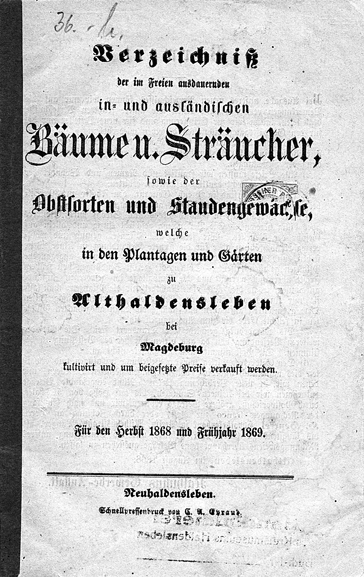
Katalog der Handelsgärtnerei von 1868

Etwa ab 1822 wurden selbstgezogene Pflanzen in großen Mengen verkauft. Eine große Holzscheune, die ursprünglich zur Trocknung der angebauten Tabakblätter gedient hatte, wurde als Verpackraum für die Handelsgärtnerei genutzt – bis in die 1870er Jahre. Die Ware wurde per Pferdewagen und per Schiff an Kunden bis in die Ostseeprovinzen und die südlichen Provinzen Österreichs ausgeliefert. Sehr bald nahm die Handelsgärtnerei eine bedeutende Stelle unter den übrigen Anlagen des Gewerbekomplexes in Althaldensleben ein. Peter Joseph Lenné war ein Kunde der Nathusius’schen Baumschule. Er kaufte dort große Mengen von Gehölzen für die Erweiterung der Potsdamer Gärten, stand dazu wie auch in Folge in häufigem Briefwechsel mit Nathusius.
Im Herbst 1825 wurde erstmals ein ab dann jährlich erscheinender Katalog zu angebotenen Bäume und Sträuchern herausgegeben. Zwei Jahre später wurde das Verzeichnis durch eine Auflistung auch von Obstbäumen, Stauden und Blumen vervollständigt. Der 1836 verlegte Katalog trug den Titel: Verzeichniß der im Freien ausdauernden in- und ausländischen Bäume und Sträucher, so wie der Obstsorten und Staudengewächse, welche in den Plantagen und Gärten zu Althaldensleben und Hundisburg bei Magdeburg cultiviert und um beigesetzte Preise verkauft werden, Neuhaldensleben 1836 von der Nathusius Gewerbeanstalt in Althaldensleben.

## Besucher
Wie auch die andere Gewerbebetriebe von Nathusius wurde die Handelsgärtnerei von vielen bedeutenden Persönlichkeiten besucht. Carl Leberecht Immermann berichtete 1824 aus Magdeburg an die Gräfin Ahlefeldt:

„Wie ich bei allem, was mir Gutes begegnet, immer zuerstan Sie denke, so wünschte ich Sie auch in voriger Woche zu mir, da ich die Gewächshäuser des reichen Gutsbesitzers Nathusius in Althaldensleben besah. Sie werden vielleicht von den ausgedehnten Besitzungen und weitgreifenden Wirkungen dieses Mannes gehört haben, der aus einem Bettler ein Millionär wurde und sich eigenens Papiergeld fabriziert, welches bei allen Wechslern Kurs hat.“